# Испытание любовью
«Испытание любовью» (англ. Enduring Love) — полнометражный фильм режиссёра Роджера Мичелла. Поставлен по роману Иэна Макьюэна «Невыносимая любовь». Вышел на экраны в 2004 году. В русский прокат фильм вышел также с другими переводами названия: «Терпеливая любовь», «Уцелевшая любовь», «Бесконечная любовь» и др.

## Сюжет
Джо Роуз подготовил всё для пикника со своей подругой Клэр, на котором собирался сделать возлюбленной предложение: купил вино, кольцо. Но внезапно в небе появляется воздушный шар с ребёнком в корзине. Джо и трое других мужчин инстинктивно бегут на помощь. Но при попытке спасти ребёнка и опустить шар на землю один из мужчин погибает при падении с большой высоты. Джо возвращается к своей обычной жизни преподавателя, но никак не может забыть тот злополучный день. Однажды он встречает Джеда, одного из мужчин, которые были на поле, когда случилась трагедия. Джед настаивает на том, что «в тот важный момент их жизни между ними произошло нечто» и утверждает, что это не что иное, как любовь. Джо считает эти слова бредом и последствиями эмоционального стресса. Но Джед не сдаётся и не собирается оставлять Джо в покое. Вскоре упорядоченная жизнь Джо начинает разрушаться.

## Съёмочная группа
- Режиссёр — Роджер Мичелл
- Автор сценария — Джо Пенхал (по роману Иэна Макьюэна)
- Оператор — Саймон Бейкер
- Композитор — Джереми Сэмс

## В ролях
| Актёр                | Роль                    |
| -------------------- | ----------------------- |
| Дэниел Крейг         | Джо                     |
| Саманта Мортон       | Клэр                    |
| Рис Иванс            | Джед                    |
| Билл Найи            | Робин                   |
| Бен Уишоу            | Спад                    |
| Эндрю Линкольн       | ТВ продюсер             |
| Билл Уэстон          | дедушка                 |
| Ли Шеуорд            | Джон Логан              |
| Джастин Сэлинджер    | Фрэнк                   |
| Хелен Маккрори       | миссис Логан            |
| Сьюзан Линч          | Рэйчел                  |
| Фелисити Дю Жё       | девушка в машине Логана |
| Анна Максвелл Мартин | Пенни                   |
| Корин Редгрейв       | профессор               |